# Ion Iliescu
Ion Iliescu (Oltenița, 3 marzo 1930 – Bucarest, 5 agosto 2025) è stato un ingegnere e politico rumeno, Presidente della Romania dal 1989 al 1996 e poi dal 2000 al 2004.
Si unì al Partito Comunista Romeno nel 1953 e divenne membro del suo Comitato Centrale nel 1965. A partire dal 1971 ne fu progressivamente emarginato da Nicolae Ceaușescu per divergenze ideologiche. Fino al 1989 rivestì numerosi incarichi istituzionali nel quadro della Repubblica Socialista di Romania.
Ha avuto un ruolo di primo piano nella rivoluzione romena del 1989, riuscendo a diventare capo del Consiglio del Fronte di Salvezza Nazionale, nuovo organo di potere provvisorio istituito dopo la fuga di Ceaușescu da Bucarest.
Nel maggio 1990 è stato eletto primo presidente della Romania post-Ceaușescu per un mandato di due anni. Dopo la promulgazione della nuova costituzione, è stato rieletto per altri due mandati di quattro anni ciascuno (1992-1996 e 2000-2004), intervallati dalla presidenza di Emil Constantinescu, che lo ha sconfitto alle elezioni del 1996. Da capo di Stato ha promosso una graduale transizione del Paese all'economia di mercato, con una speciale attenzione alle misure di protezione sociale per la popolazione. Nel 2004 durante la sua presidenza la Romania ha aderito alla NATO.
Presidente fondatore del Fronte di Salvezza Nazionale (1990), presidente del Partito della Democrazia Sociale di Romania (1997-2000) e presidente d'onore del Partito Social Democratico (dal 2006), Iliescu è ampiamente riconosciuto come una figura predominante nei primi quindici anni di politica rumena successivi alla rivoluzione.
Tra il 1996 e il 2000 e tra il 2004 e il 2008, anno del suo ritiro dalla vita politica, è stato anche senatore e capogruppo del proprio partito in parlamento.
Il 13 giugno 2017 è stato inquisito al fianco di Petre Roman, Gelu Voican Voiculescu, Virgil Măgureanu, Miron Cozma e altri imputati per crimini contro l'umanità nell'ambito dell'inchiesta giudiziaria sulla mineriada del giugno 1990. Nel 2018 è stato rinviato a giudizio per lo stesso reato nell'ambito dell'inchiesta sulla rivoluzione romena.

## Biografia

### Famiglia
Il nonno paterno, Vasili Ivanovici, era un ebreo bolscevico fuggito dall'Impero russo perché perseguito dalle autorità zariste. Intorno al 1895 si stabilì ad Oltenița e cambiò nome in Iliescu. Ebbe quattro figli (Alexandru, Eftimie, Aristița e Verginia).
Ion nacque da Alexandru Iliescu e Maria Dumitru Toma, sposatisi il 14 luglio 1929. Il padre ebbe un figlio anche da un'altra relazione extraconiugale, Eugen. La madre, una bulgara di origine rom, come dichiarato da Ion Iliescu, abbandonò la famiglia quando questi aveva un anno, sposando un altro uomo.
Il padre era un lavoratore della CFR, sindacalista e membro del Partito Comunista Rumeno (PCR), allora operante nell'illegalità. Nel 1931 rappresentò il partito al V congresso del PCR tenutosi a Gorikovo, nelle vicinanze di Mosca, ma non fece ritorno in Romania prima del 1935. Nel 1937 fu arrestato per la sua militanza politica ritenuta sovversiva. Scontò la pena al carcere di Jilava (nel 1939) e nei campi di lavoro di Caracal e Târgu Jiu (dal giugno 1940 all'agosto 1944), dove entrò in conflitto con Gheorghe Gheorghiu-Dej, che lo espulse dal partito. Nel 1940 sposò Maria P. Iliescu, con cui ebbe due figli, Crișan e Mihai. Alexandru Iliescu morì nel 1945, quando Ion era quindicenne.
Ion Iliescu fu cresciuto dai nonni paterni e dalla matrigna, mentre nel 1939 fu adottato dalla zia Aristița, cuoca presso la residenza dell'attivista comunista Ana Pauker, che lo aiutò a studiare a in Unione Sovietica. Durante gli anni del regime fu spesso accompagnato negli eventi ufficiali dalla matrigna, mentre i dettagli riguardanti la madre naturale vennero resi noti solamente negli anni novanta.

### Studi
Compì gli studi primari tra la natia Oltenița e Bucarest, per poi completare il percorso ginnasiale e liceale presso le scuole "Polizu", "Spiru Haret" e "Sfântul Sava" della capitale rumena. Si laureò in idrotecnica all'Università Politecnica di Bucarest nel 1950 e si specializzò in gestione delle risorse idriche ed ecologia presso l'Istituto di ingegneria elettrica di Mosca, dove concluse gli studi quattro anni più tardi.
Nel 1955 lavorò come ingegnere all'Istituto per gli studi e i progetti energetici di Bucarest.

### Morte
Muore il 5 agosto 2025, all'età di 95 anni a Bucarest. Soffriva di cancro ai polmoni ed era stato ricoverato a giugno dello stesso anno. 

## Carriera politica

### Sotto il regime comunista

#### Militanza politica nelle associazioni studentesche

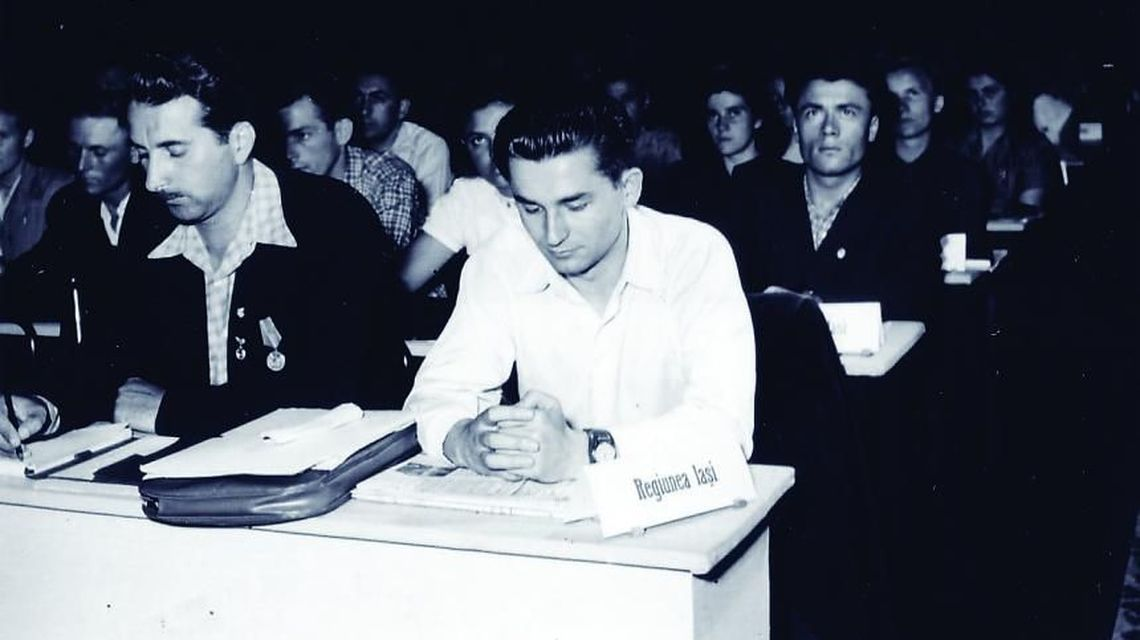
Ion Iliescu ad un incontro dell'UTC alla fine degli anni cinquanta.

Membro dell'Unione dei Giovani Comunisti (UTC) dall'agosto 1944, nel 1947 venne mandato in Albania nel quadro delle brigate del lavoro "Vasile Roaită" impegnate nel cantiere ferroviario nazionale. Nel 1948 fu promosso a responsabile dell'Unione delle associazioni degli allievi della Romania (UAER) e il 21 marzo dell'anno successivo entrò nel comitato centrale dell'UTC. Nel 1950, dopo il suo trasferimento per studi in Unione Sovietica, divenne segretario del comitato degli studenti rumeni in URSS. In tale periodo avrebbe conosciuto Michail Gorbačëv, ma Iliescu negò sempre di aver avuto contatti con il politico sovietico.
Si iscrisse ufficialmente al Partito Comunista Rumeno (PCR) nel 1953.
Il 1º marzo 1954 assunse l'incarico in seno all'ufficio esecutivo del comitato centrale dell'UTC, in cui rimase fino al 28 marzo 1960. In questo periodo rappresentò l'organizzazione all'Unione internazionale degli studenti di Praga (a partire dal giugno 1956) e presiedette il comitato di coordinamento delle associazioni studentesche della Repubblica Popolare Rumena (dall'agosto 1956). Nel 1956 fu promosso a segretario del comitato centrale dell'UTC. Tra il 1957 e il 1959 fu anche presidente dell'Unione delle associazioni studentesche della Romania (UASR).

#### Membro del Comitato centrale del PCR
Nel 1957 ottenne la prima elezione a deputato della Grande Assemblea Nazionale, come rappresentante per Bucarest. Il mandato si esaurì nel 1961. Fu deputato in altre quattro legislature: dal 1965 al 1969 (eletto nella circoscrizione di Huedin), dal 1969 al 1973 (Oltenița), dal 1975 al 1980 (Pașcani) e dal 1980 al 1985 (Odobești). A livello parlamentare fu segretario del comitato dirigente del gruppo rumeno di unione interparlamentare (1965) e membro della commissione istruzione, scienza e cultura (1975).
Lasciate le funzioni nell'organizzazione giovanile del partito, nel 1960 fu trasferito in qualità di direttore aggiunto alla sezione di propaganda del comitato centrale del PCR. Due anni più tardi divenne capo della sezione istruzione e sanità della direzione di propaganda e cultura. Il 31 marzo 1965 ottenne l'incarico di capo dell'intera sezione di propaganda.
Vicino a Nicolae Ceaușescu, eletto segretario generale del PCR nel luglio 1965, fu da questi supportato per l'assunzione di ulteriori incarichi di rilevanza. Il 23 luglio 1965 divenne membro supplente del comitato centrale del partito, per poi essere elevato al grado di titolare al congresso del 12 agosto 1969. Tra questa data e il 28 novembre 1974 fu anche supplente in seno al suo comitato esecutivo.
Il 9 dicembre 1967 fu nominato primo segretario del comitato centrale dell'UTC, posizione che comportava la contemporanea assegnazione della guida del ministero della gioventù del governo di Ion Gheorghe Maurer, rimanendo in carica fino al 20 marzo 1971. L'11 febbraio 1971 ottenne la designazione a membro della segreteria centrale del PCR responsabile per la propaganda e l'educazione, che conservò per cinque mesi fino al 15 luglio 1971.

#### Conflitto con Ceaușescu

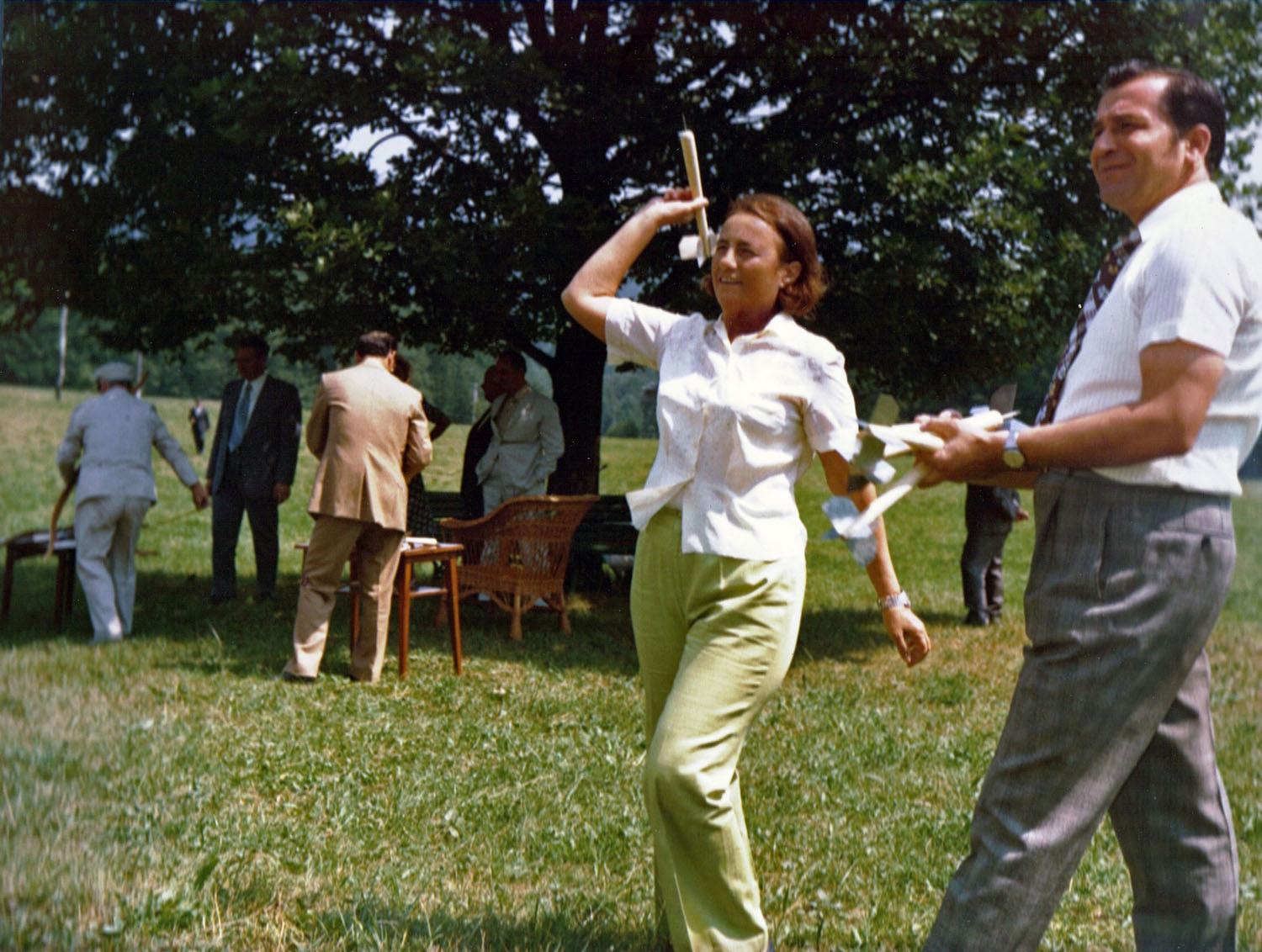
Ion Iliescu nel 1976 insieme a Elena Ceaușescu

Nel luglio 1971 Ceaușescu gli rimproverò degli errori nella gestione dell'UTC, accusandolo di deviazionismo e rimproverandolo di favorire l'intellettualismo dei quadri dirigenti a discapito dello spirito operaio, principio che avrebbe dovuto ispirare la gioventù comunista. Iliescu contestò la rivoluzione culturale basata sul modello asiatico voluto dal capo del partito dopo le tesi di luglio. Per tale motivo fu gradualmente escluso dalla vita politica del regime e gli furono assegnati incarichi di minor prestigio.
Estromesso dalla segreteria generale del PCR, tra il 1971 e il 1974 fu segretario per i problemi di propaganda del comitato distrettuale e vicepresidente del consiglio distrettuale di Timiș. Tre anni più tardi fu incaricato dei ruoli di primo segretario del comitato distrettuale e di presidente del comitato esecutivo del consiglio popolare del distretto di Iași, posizione rivestita dal 9 novembre 1974 al 21 agosto 1979.
All'XI congresso del novembre 1974 riuscì a conservare il ruolo di supplente nell'ufficio politico esecutivo del comitato centrale per il quinquennio successivo. A livello centrale dal 29 novembre 1974 fu anche membro supplente del consiglio di Stato. Il 28 novembre 1979 non gli fu confermato l'incarico nel comitato politico esecutivo del PCR.
Il 2 aprile 1979 venne nominato membro titolare del consiglio di Stato, mandato che mantenne fino al 20 marzo 1980. Presidente del consiglio nazionale delle acque dal 28 agosto 1979 al 17 marzo 1984, in occasione del XIII congresso del PCR del novembre 1984 fu escluso per la prima volta dal 1969 dal comitato centrale del partito. L'ultima funzione rivestita durante il regime fu quella di direttore della casa editrice tecnica del PCR, dal marzo 1984 al dicembre 1989.
Per via del suo ruolo di opposizione al modello politico di Ceaușescu, fu considerato da parte dell'elite culturale del partito un suo possibile successore e per tale ragione negli anni ottanta fu sottoposto alla sorveglianza della polizia politica rumena, la Securitate. Secondo il quotidiano România liberă, che riprendeva una notizia diffusa da Paris Match, in occasione della visita di Michail Gorbačëv in Romania del luglio 1989, Ceaușescu lo inviò fuori Bucarest per prevenire ogni contatto tra i due.

### Rivoluzione romena del 1989

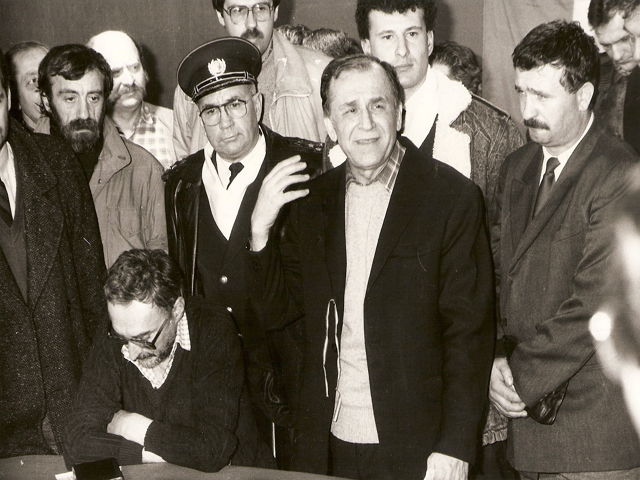
Ion Iliescu alla televisione rumena durante la rivoluzione del 1989.

Il 22 dicembre 1989, in seguito alla fuga di Ceaușescu da Bucarest, i rivoluzionari occuparono diverse istituzioni della capitale rumena, come il palazzo del comitato centrale del PCR, il ministero della difesa e la sede della televisione nazionale. Contestualmente diversi gruppi si organizzarono spontaneamente per prelevare la gestione degli organi di Stato. Uno di questi fu quello guidato dagli ex primi ministri Ilie Verdeț e Constantin Dăscălescu che, però, non ricevette il sostegno della popolazione e dell'esercito. Ion Iliescu, invece, fu a capo di un ulteriore gruppo di cui facevano parte dissidenti comunisti che si erano opposti a Ceaușescu, la cui autorità fu riconosciuta dal ministro della difesa Victor Atanasie Stănculescu nel pomeriggio del 22 dicembre 1989.
Negli anni successivi i sostenitori della teoria del colpo di Stato propugnarono l'idea che Iliescu e il suo entourage avessero pianificato una sollevazione contro Ceaușescu già prima della rivoluzione. Secondo l'ex ministro della difesa Nicolae Militaru tale piano avrebbe dovuto avere luogo nel febbraio 1990, ma gli eventi della rivoluzione ne avrebbero accelerato la realizzazione. Iliescu rigettò ogni congettura, affermando che la rivoluzione era stata frutto della volontà popolare, mentre la natura repressiva del regime non avrebbe permesso la pianificazione di un colpo di Stato.

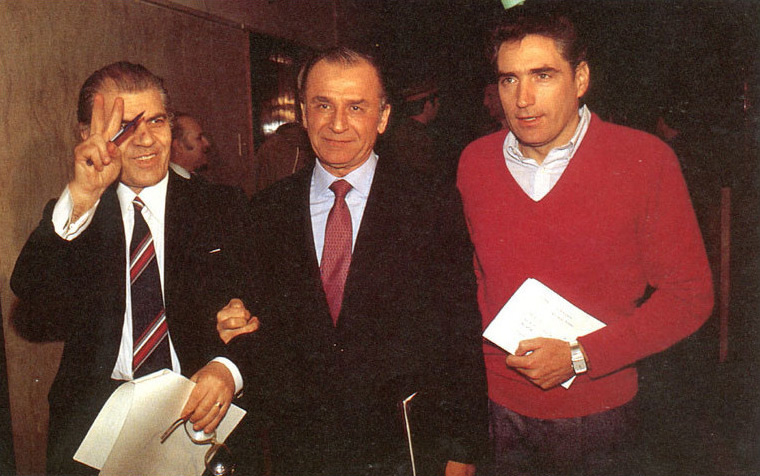
I leader del CFSN Dumitru Mazilu, Ion Iliescu e Petre Roman.

In tale contesto, alle 23:00 del 22 dicembre 1989 il gruppo formatosi intorno a Iliescu emise un comunicato che annunciava la creazione di un nuovo organo di potere, il Consiglio del Fronte di Salvezza Nazionale (CFSN), che si autodefiniva come la prima struttura provvisoria del nuovo ordine rivoluzionario, il cui scopo era quello di instaurare una democrazia liberale che rimpiazzava il precedente regime. Tra i membri del Consiglio figuravano ex militanti comunisti, intellettuali e militari. Un documento rinvenuto nel 2010 nell'archivio del ministero degli esteri della Polonia riportava che il 23 dicembre Iliescu e l'ideologo del CFSN Silviu Brucan si fossero rivolti all'URSS perché inviasse un aiuto militare in Romania per sostenere la causa del nuovo organo.
Il 25 dicembre, malgrado la reticenza di Iliescu, il CFSN decretò la costituzione di un tribunale militare speciale che, dopo un processo durato approssimativamente un'ora, deliberò la condanna a morte di Nicolae ed Elena Ceaușescu. Pur fornendo vaghi commenti sull'accaduto, negli anni successivi Iliescu affermò che si era trattato di un atto «vergognoso, ma necessario». A posteriori dichiarò che un processo a distanza dagli eventi sarebbe stato la soluzione più logica, ma la drammatica situazione del paese non permetteva temporeggiamenti. La soluzione della rapida esecuzione dei Ceaușescu si rivelò corretta per mettere fine al caos nel paese ed era necessaria per evitare ulteriore spargimento di sangue tra la popolazione.
Il 27 dicembre, dopo l'emanazione del decreto costituitivo del CFSN, Iliescu ne assunse la presidenza. Il primo governo post-rivoluzionario da lui voluto, presieduto da Petre Roman, era composto perlopiù da tecnici del precedente regime antagonisti di Ceaușescu.

### Presidente del Consiglio del Fronte di Salvezza Nazionale
Sotto la guida di Iliescu il Consiglio emanò i primi atti che definivano il nuovo assetto istituzionale del paese. Il capo del CFSN ribadì in diverse occasioni che questo rappresentava un organo provvisorio e indipendente che aveva il solo scopo di organizzare le prime libere elezioni. Nonostante dichiarazioni contraddittorie, il 23 gennaio 1990 il CFSN deliberò la creazione di un proprio partito politico, il Fronte di Salvezza Nazionale (FSN) che, guidando tutti gli organi di potere, si ritrovò a detenere il monopolio del panorama politico e mediatico del paese.
Contrari alla trasformazione in partito, lasciarono il gruppo diversi intellettuali, mentre i gruppi d'opposizione organizzarono dure proteste, che furono represse dalle azioni delle leghe sindacali dei minatori, convocate da Iliescu perché intervenissero in difesa della patria contro possibili destabilizzazioni. I partiti d'opposizione accusarono apertamente il FSN di mettere in pericolo la democrazia e di voler ricostituire un omologo del PCR. Iliescu si giustificò affermando che la svolta politica del CFSN rispondeva a pressioni provenienti dal basso.
Provando a mediare le richieste degli avversari, il 13 febbraio 1990 il CFSN fu ridenominato Consiglio Provvisorio di Unione Nazionale (CPUN) e incluse anche i rappresentanti degli altri partiti. Pur riformato, tuttavia, il potere reale rimaneva in mano al FSN, che controllava la maggioranza, il governo e la totalità della pubblica amministrazione e degli enti di Stato. Iliescu fu confermato presidente anche del nuovo organo.
Una nuova fase di proteste ebbe inizio in aprile. Tra le principali rivendicazioni dei manifestanti, che lo accusavano di procedere troppo lentamente nell'introduzione di riforme liberali e nell'epurazione degli ex comunisti, vi era l'applicazione della Proclamazione di Timișoara, che prevedeva l'interdizione dai pubblici uffici per tutti gli ex membri del PCR e che si rivolgeva direttamente a Iliescu. Il 25 aprile 1990 questi etichettò come "hooligan" i partecipanti alle proteste della golaniada di Bucarest.

### Mandato precostituzionale alla presidenza della Romania (1990-1992)

#### Elezione

Percentuali di voto per Ion Iliescu in ogni distretto della Romania alle Elezioni presidenziali del 1990.

La prima conferenza nazionale del FSN, tenutasi tra il 7 e l'8 aprile 1990, lo nominò presidente del partito e candidato alle elezioni presidenziali del mese successivo.
La tornata elettorale del 20 maggio 1990, con la contemporanea celebrazione delle presidenziali e delle parlamentari, fu un successo per il FSN. Iliescu sconfisse con una maggioranza bulgara gli avversari alla presidenza Radu Câmpeanu (PNL) e Ion Rațiu (PNȚCD), mentre il partito conseguì la maggioranza assoluta in entrambe le camere, garantendosi la possibilità di confermare Petre Roman quale primo ministro.
In campagna elettorale il discorso politico di Iliescu fu volutamente ambiguo e faceva continui riferimenti sul futuro della Romania, sulla convenienza di adottare un sistema economico misto senza forzature capitaliste e si appellava all'affermazione della democrazia rumena, senza contenuti diretti e determinabili. Il FSN fece leva sui timori della popolazione nel caso di una vittoria delle forze liberali, paventando scenari catastrofici per la popolazione. A determinare il successo del FSN furono soprattutto il ruolo dominante di Iliescu sulla scena politica rumena del 1990 e la sua autorità sulla televisione di Stato.
Il 20 giugno 1990 prestò giuramento come presidente della Romania nel corso di una cerimonia che ebbe luogo all'Ateneo rumeno. In base al divieto per il capo di Stato di far parte di un partito politico, il 26 luglio 1990 lasciò la presidenza del FSN a Petre Roman.

#### Politica interna
Legittimato dal voto popolare, nel corso della seduta dell'11 giugno 1990, cui prese parte anche Iliescu, il governo decise di disperdere i protestatari accampati da mesi in piazza Università a Bucarest. Per venire a capo della crisi, Iliescu chiamò a raccolta tutti i corpi sociali che potessero mettere fine alle manifestazioni. L'appello fu accolto dai minatori della valle del Jiu di Miron Cozma, che intervennero in massa a Bucarest e soffocarono le proteste al fianco delle forze dell'ordine. Il 15 giugno, una volta represse le contestazioni, Iliescu incontrò i minatori e li ringraziò pubblicamente per l'alto senso civico dimostrato. La mineriada del giugno 1990 si concluse con 6 morti, centinaia di feriti e migliaia di arresti e fu segnata dalla sospensione dei diritti umani per migliaia di persone. L'episodio ebbe profonde ripercussioni negative sulla percezione internazionale della Romania. La modalità di gestione degli eventi da parte delle istituzioni, inoltre, rafforzò l'ipotesi dell'esistenza di una rete di connessioni tra il presidente Iliescu e gli ex membri della Securitate.
A partire dal 1991 le misure di liberalizzazione volute dal governo furono ripetutamente contestate dall'ala conservatrice di matrice socialista del FSN, che si contrapponeva a quella riformista del primo ministro. Per via di tali tensioni si aggravarono anche i rapporti tra Petre Roman e Iliescu. Il presidente della Romania, infatti, era vicino a posizioni attendiste e appoggiava un più lento avvicinamento all'economia di mercato. L'agitazione sociale dovuta alle misure economiche varate dal governo, nel settembre 1991 portò alla sollevazione dei lavoratori del comparto minerario, che diedero il via alla quarta mineriada. Per placare le violenze di strada nella capitale, il 26 settembre Petre Roman rimise il proprio mandato nelle mani del presidente della Romania. Mentre per poter proseguire il percorso di ristrutturazione dell'economia nazionale il primo ministro si aspettava la nascita di un nuovo governo guidato dalla sua persona, che includesse anche altre forze politiche, invece, Iliescu prese atto delle sue dimissioni, dando credito alla parte conservatrice del partito, riluttante verso un netto processo di riforma. Il 26 novembre 1991 Petre Roman dichiarò che il suo partito non sosteneva più politicamente Iliescu nel ruolo di presidente della Romania.
Il 1º ottobre 1991 Iliescu assegnò l'incarico di formare un nuovo governo all'economista Theodor Stolojan, una figura tecnica poco incline ai conflitti o a diatribe politiche. Vista la necessità di allentare le tensioni fra le parti sociali, il capo di Stato sostenne la soluzione di un governo di unità nazionale, assegnando il ruolo di premier a un personaggio politicamente indipendente, che incluse nel gabinetto di governo anche altre formazioni politiche al fianco del FSN (PNL, PDAR e MER).
Nel dicembre 1991 entrò in vigore la nuova costituzione.

#### Politica estera
In seguito alla mineriada del giugno 1990 la Romania si ritrovò in una situazione di isolamento diplomatico. Gli Stati Uniti bloccarono ogni aiuto economico, la Commissione europea sospese la negoziazione degli accordi in atto e il Consiglio d'Europa rinviò l'accesso del paese al 1993. Il Dipartimento di Stato degli USA esprimendosi sull'evento dichiarò «Le azioni autorizzate dal presidente Iliescu e dal governo hanno colpito nel cuore la democrazia rumena». La successiva mineriada del settembre 1991 aggravò la circostanze, mentre i partner europei e americani espressero i propri dubbi sulla reale volontà del presidente della Romania di aderire ad un modello democratico di stampo occidentale.
Pur provando a riaprire con difficoltà i canali con l'occidente, la politica estera di Iliescu si concentrò sulla costruzione dei rapporti con l'Unione Sovietica. Tra il 4 e il 6 aprile visitò Mosca, dove firmò con Michail Gorbačëv il trattato di collaborazione e amicizia con l'URSS. L'accordo fu criticato in patria poiché allineava nuovamente il paese alla politica sovietica e per via del veto concesso a Mosca di esprimersi sulle future alleanze della Romania. Il trattato, tuttavia, non fu ratificato dal parlamento e non entrò in vigore a causa della dissoluzione dell'Unione Sovietica che seguì il putsch di agosto del 1991.

#### Nomine presidenziali
Primi ministri
- Petre Roman, 20 giugno 1990
- Theodor Stolojan, 1º ottobre 1991

### Prima presidenza della Romania (1992-1996)

#### Elezione

Grafico delle preferenze divise per distretto per Emil Constantinescu (blu) e Ion Iliescu (rosso) in occasione del ballottaggio delle elezioni presidenziali del 1992.

Lo scontro tra le due correnti del FSN si palesò durante la conferenza nazionale del 27-29 marzo 1992. L'ala conservatrice di matrice socialista riconducibile ad Iliescu, infatti, discorde con la rielezione di Roman, annunciò la scissione e si riunì intorno alla sigla del neonato Fronte Democratico di Salvezza Nazionale (FDSN). L'ala che sosteneva Roman, invece, mantenne la vecchia denominazione di Fronte di Salvezza Nazionale. Il congresso del FDSN del 27-28 giugno 1992 deliberò la ricandidatura di Iliescu alla presidenza della Romania.
Il programma per le elezioni presidenziali del 1992 prevedeva il rafforzamento della democratizzazione del paese e la continuazione delle riforme liberali in campo economico. L'obiettivo prioritario, tuttavia, era quello di evitare crisi e rotture, accettando una realizzazione graduale delle misure economiche e politiche. Garantì, quindi, un lento processo di riforma dell'economia e di privatizzazione degli enti di Stato, ponendo un particolare accento sulle misure di protezione sociale, placando i timori dell'elettorato tradizionalista. Si rivolgeva soprattutto alle comunità rurali, a quelle delle piccole città industriali e agli anziani, elettori più inclini al paternalismo statalista e spaventati dal cambiamento radicale prospettato dall'opposizione.
A due anni dal plebiscito del 1990, Iliescu aveva perso parte della propria influenza, frutto dell'erosione di consensi che seguì le mineriade del 1990 e 1991. Era visto dai suoi oppositori, nonché da una crescente stampa indipendente, come un populista e antiriformista. Nonostante il calo di popolarità, Iliescu rimaneva la maggior personalità del panorama politico dell'epoca. Ricorreva ad un linguaggio semplice, rivolto anche ai cittadini che vivevano nelle zone più remote del paese, che era impregnato di una retorica rivoluzionaria che evocava gli scenari del 1989. In campagna elettorale rimproverò i leader della coalizione di centro-destra della Convenzione Democratica Romena (CDR) di voler sovvertire il nuovo ordine costituzionale.
Al primo turno Iliescu ottenne il 47% delle preferenze e al ballottaggio riuscì a vincere la concorrenza del candidato della CDR Emil Constantinescu, conseguendo il 61% dei voti. Il 30 ottobre 1992 si insediò per il suo secondo mandato da presidente.

#### Politica interna
Secondo l'ex art. 95 della Costituzione della Romania, nel caso di gravi violazioni costituzionali, il presidente poteva essere sospeso dal proprio incarico con il voto della maggioranza dei deputati e dei senatori, sentito il parere non vincolante della Corte costituzionale della Romania. Per la prima volta nella storia, nel 1994 il parlamento ricorse a tale previsione contro Iliescu.
Il 20 maggio 1994, nel corso di un incontro a Satu Mare, il presidente criticò i tribunali che avevano emesso sentenze in relazione alla restituzione ai vecchi proprietari degli immobili che erano stati nazionalizzati dallo Stato all'avvento del regime comunista. Secondo Iliescu la legislazione in merito, infatti, era ancora in elaborazione e nessun atto giuridico avrebbe potuto giustificare le decisioni delle corti. I partiti d'opposizione considerarono tali affermazioni come un'ingerenza sul sistema giudiziario, invocando la violazione del principio della separazione dei poteri e avviando le procedure per la sospensione del capo di Stato.
Il 6 luglio la Corte costituzionale affermò che non sussistevano i criteri stabiliti dalla carta fondamentale per la sospensione del presidente.
Il 7 luglio 1994 la mozione cadde in Parlamento con 242 voti contrari e 166 favorevoli.
Nel novembre 1992 Iliescu incaricò quale primo ministro Nicolae Văcăroiu, ex funzionario del comitato statale per la pianificazione ed ex membro del PCR, promotore di un mite riformismo e di una politica di dirigismo in campo economico. La scelta di Văcăroiu come premier rispecchiava il desiderio del capo di Stato di riconoscere al governo le prerogative riguardanti la gestione dell'amministrazione del paese, mentre le strategie politiche sarebbero appartenute alla presidenza della repubblica. Il governo FDSN promosso da Iliescu riuscì ad ottenere la fiducia solo grazie all'alleanza con le forze nazionaliste e filocomuniste del Partito dell'Unità Nazionale Romena (PUNR), del Partito Grande Romania (PRM) e del Partito Socialista del Lavoro (PSM). La formalizzazione di un'alleanza, però, non placò le rivendicazioni estremiste dei suoi contraenti, che costrinsero il governo a compromessi.
Nel corso dei quattro anni al potere tra il 1992 e il 1996, presidente e primo ministro furono promotori di una lenta politica di transizione all'economia di mercato che, benché proteggesse le fasce più deboli, avesse consentito una parziale liberalizzazione e avesse portato a una risalita del PIL, non riuscì a garantire un netto miglioramento delle condizioni di vita degli abitanti. L'opposizione, inoltre, accusava lo Stato di corruzione, di aver favorito la nascita di una nuova oligarchia economica e di perseguire una politica autoritaria. Iliescu si espresse più volte contro la corruzione, chiedendo l'assunzione di un comportamento morale ed etico da parte della classe politica, anche nel partito che lo sosteneva, pur non ricorrendo a iniziative concrete per limitare il fenomeno.
Il 13 settembre 1994 si presentò in Parlamento per un bilancio sui primi due anni di mandato, sottolineando la necessità di rafforzare lo stato di diritto e di proseguire l'opera di riforma dell'economia e di privatizzazione delle aziende pubbliche.
Il 19 ottobre 1995 il Partito della Democrazia Sociale di Romania (ridenominazione del FDSN dal 1993) annunciò la fine dell'intesa con il PRM per via di alcuni attacchi personali e razzisti contro Iliescu da parte del suo presidente Corneliu Vadim Tudor. Questi accusò il capo di Stato di aver ucciso Ceaușescu a sangue freddo e di essersi venduto agli ebrei, con un riferimento alle sue origini.

#### Politica estera
Durante il mandato 1992-1996 di Iliescu si registrarono i primi successi per l'avvicinamento della Romania ai paesi occidentali. Malgrado le esitazioni iniziali dettate da motivi ideologici da parte del PDSR e del presidente, visto il collasso dell'Unione Sovietica, il rafforzamento dei legami diplomatici con l'ovest per la Romania rappresentò l'unico modo per assicurare crescita economica e sicurezza militare al paese.
Nel 1993 la Romania entrò a far parte del Consiglio d'Europa e aderì all'accordo di associazione con l'Unione europea. Nel 1994 prese parte al Partenariato per la Pace della NATO. Il 21 giugno 1995 su proposta del PDSR la maggior parte dei partiti parlamentari firmò l'accordo di Snagov, una dichiarazione d'intenti per l'accesso all'UE, e il giorno dopo il governo inviò la propria richiesta di ammissione ai vertici dell'Unione europea.
Sul piano dei rapporti bilaterali con l'Ungheria, il 30 agosto 1995 Iliescu propose la ripresa del dialogo tra i due paesi, ricevendo il plauso delle autorità di Budapest, insieme alle critiche dei partiti nazionalisti PUNR e PRM, che si opponevano ad un accordo. La normalizzazione delle relazioni con l'Ungheria era considerata dagli organismi sovranazionali un atto propedeutico per l'avvio di ogni discorso di apertura alla Romania. La firma sul trattato d'amicizia e cooperazione fu posta a Timișoara il 16 settembre 1996 e fu considerata un successo per la presidenza Iliescu e per il governo Văcăroiu.

#### Nomine presidenziali
Primi ministri
- Nicolae Văcăroiu, 20 novembre 1992[97]

Giudici della Corte costituzionale
- Vasile Gionea, 1º giugno 1992[98]
- Mihai Constantinescu, 1º giugno 1992[98]
- Florin Bucur Vasilescu, 1º giugno 1992[98]
- Ioan Deleanu, 6 maggio 1995[99]
- Nicolae Popa, 22 novembre 1996[100]

### Periodo all'opposizione

#### Elezioni del 1996

Grafico delle preferenze divise per distretto per Emil Constantinescu (blu) e Ion Iliescu (rosso) in occasione del ballottaggio delle Elezioni presidenziali del 1996

Iliescu concorse ancora una volta alle elezioni del 1996, ma la sua candidatura fu contestata dagli avversari, che sostenevano che non potesse ripresentarsi, poiché aveva già realizzato due mandati presidenziali, mentre un terzo sarebbe stato vietato dall'art.81 della costituzione. Iliescu asseriva che il mandato 1990-1992 non era da prendere in considerazione, poiché realizzato al di fuori delle previsioni della costituzione, entrata in vigore solamente nel dicembre 1991. Tale interpretazione fu condivisa anche dalla corte costituzionale, che si espresse in suo favore il 9 settembre 1996, permettendogli di competere.
Alla fine del 1996 il governo si rivelò incapace di risolvere i problemi immediati di ampie fette dell'elettorato, tra i quali la povertà, mentre parte degli alleati politici di Iliescu iniziò a distaccarsi dal capo di Stato, che perse l'immagine di strenuo difensore dell'equità sociale. Con il calo della sua popolarità e la crescita dell'opposizione, i discorsi di Iliescu durante la campagna elettorale ripiegarono su accenti nazionalisti, evocando un quadro drammatico nel caso di una vittoria della CDR. Al primo turno ottenne il 32% dei voti e fu il primo candidato, ma al ballottaggio i gruppi di opposizione sostennero il suo avversario Emil Constantinescu, che riuscì a sconfiggerlo (54,41% contro 45,59%) e a ottenere la presidenza della Romania, mentre il governo passò al centro-destra.
Alle concomitanti elezioni parlamentari Iliescu conseguì l'elezione a senatore candidandosi nella circoscrizione di Bucarest. Nel corso della legislatura 1996-2000 fu capogruppo del PDSR e membro della commissione per la politica estera del senato.

#### Presidente del PDSR
Due mesi dopo le elezioni del 1996 il PDSR convocò una conferenza nazionale straordinaria, che ebbe luogo il 17 gennaio 1997, con lo scopo di analizzare le cause del fallimento elettorale e mettere in atto una riorganizzazione della struttura dei vertici. Iliescu fu eletto presidente del partito con 622 voti a favore e 2 contrari, mentre i delegati indicarono Adrian Năstase come suo vice.
Nei successivi anni sotto la guida di Iliescu e Năstase il partito riuscì a riformarsi e a stipulare accordi di collaborazione con varie associazioni sindacali, civiche e politiche, che ne ampliarono la base elettorale, come le alleanze con il Partito Social Democratico Romeno e il Partito Umanista Rumeno. Il PDSR crebbe nuovamente nei sondaggi anche grazie ai fallimenti della CDR al governo.
Da senatore nel 1999 ebbe una posizione ambigua sulla mineriada del gennaio 1999, affermando che la rivolta dei minatori era conseguenza degli errori delle politiche economiche e sociali del governo.
Allo scoppio della guerra del Kosovo dichiarò che il conflitto avrebbe potuto condurre a un'escalation che avrebbe modificato le frontiere dell'Europa centro-orientale e il 22 aprile 1999 si astenne dal voto sulla concessione dello spazio aereo della Romania alle forze NATO per le operazioni nella regione. La politica del governo sul Kosovo rappresentava un cambio di paradigma nelle relazioni diplomatiche con la Serbia, in quanto per buona parte degli anni novanta, nel corso della presidenza Iliescu, il paese era stato uno dei più stretti alleati della Romania.
Il 29 giugno 1999 il governo adottò un progetto di legge relativo alla concessione di diritti agli ex capi di Stato. Gli ex presidenti della Romania avrebbero dovuto ricevere a vita un assegno mensile equivalente a quello del presidente in carica, avere a disposizione una vettura e una residenza protocollare e godere di sicurezza e protezione permanente. Iliescu colse l'occasione per attaccare l'ex re, Michele I, che avrebbe beneficiato degli stessi privilegi. Annunciando il rifiuto a tali vantaggi, affermò che il governo avrebbe dovuto concentrarsi su altre priorità, mentre il progetto mirava a concedere benefici all'ex monarca.

### Seconda presidenza della Romania (2000-2004)

#### Elezione

Grafico delle preferenze divise per distretto per Corneliu Vadim Tudor (viola) e Ion Iliescu (rosso) in occasione del ballottaggio delle Elezioni presidenziali del 2000.

Complice il frammentamento del centro-destra moderato, Iliescu si presentò alle elezioni del 2000 come avversario del leader del PRM Corneliu Vadim Tudor. Per far fronte alla crescita del discorso ultranazionalista del contendente alla carica di capo di Stato, nella dialettica di Iliescu apparvero riferimenti sull'esigenza di rafforzare il percorso europeo della Romania e di dialogare con le forze moderate e le minoranze, rivelando un equilibrio e un progressismo che erano stati alieni alla precedente propaganda politica del partito. Il suo scopo era quello di dare garanzia ai partner occidentali che, con il PDSR nuovamente al potere, il paese avrebbe continuato le riforme economiche e le politiche di integrazione atlantica ed europea.
Di fronte al pericolo rappresentato dall'estremismo del PRM persino PNL, PD e UDMR, considerandolo come l'alternativa politicamente più credibile, appoggiarono Iliescu in occasione del ballottaggio presidenziale del 10 dicembre 2000. Iliescu ottenne il 66,83% dei voti e Vadim Tudor si fermò al 33,17%.
Ottenuto nuovamente l'incarico di capo di Stato, il 18 dicembre 2000 si ritirò dal PDSR, indicando apertamente Năstase come suo successore alla guida del partito, oltre a conferirgli l'incarico di primo ministro.

#### Politica interna

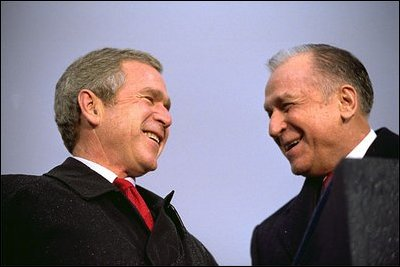
Iliescu insieme al Presidente degli Stati Uniti d'America George W. Bush nel 2002.

Per garantire governabilità al paese Iliescu e Năstase si dimostrarono aperti ad un accordo con i gruppi di centro-destra, segnando una svolta nella storia del partito, che fino a quel momento era ideologicamente considerato il successore del Partito Comunista Rumeno ed era associato alle sue politiche conservatrici. Assumendo l'incarico i vertici del PDSR, al contrario, intendevano trasformare il paese in uno di livello europeo e in un collaboratore regionale di fiducia per i partner occidentali. In tal modo si obbligavano a modificare le strutture economiche nazionali, ancora fortemente dipendenti dall'iniziativa pubblica, adattandole alle necessità dell'economia di mercato e a dare impulso ad una riforma sul piano dello sviluppo, che negli anni precedenti non aveva avuto continuità. Nel 2001 il PDSR cambiò nome in Partito Social Democratico (PSD).
Sul piano interno i quattro anni di presidenza furono caratterizzati da una certa stabilità politica, da una ripresa economica e dalla normalizzazione delle relazioni internazionali della Romania. Il periodo al potere del PSD, tuttavia, fu caratterizzato dai tentativi del partito di reprimere le voci di dissenso, controllando la stampa e riducendo al silenzio l'opposizione, mentre pochi freni venivano posti alla corruzione dilagante.
Giunto a metà mandato, il 19 dicembre 2002, Iliescu si rivolse alle camere in seduta congiunta, sottolineando i successi sul piano economico (crescita del PIL e riduzione dell'inflazione) e in politica estera (invito di adesione alla NATO, periodo di presidenza rotativa dell'OSCE). Dichiarò come obiettivi prioritari per il biennio successivo il miglioramento delle istituzioni, la creazione di un'economia di mercato funzionale, una crescita basata sul consumo interno e la riduzione della povertà. Nello stesso discorso non lesinò critiche ai politici corrotti, nonostante tali dichiarazioni rappresentassero un attacco diretto a parte dei membri del PSD.
Nel corso del 2002, inoltre, emerse una rivalità tra il presidente del PSD e il capo di Stato, che traeva origine dal desiderio di indipendenza politica di Năstase e dal tentativo di affermazione della propria influenza sul partito da parte di Iliescu, che temeva di essere messo in disparte nel caso in cui il primo ministro fosse riuscito nell'intento. I due si scontrarono pubblicamente nel 2002 sul tema delle elezioni anticipate dopo il summit NATO di Praga, argomento sostenuto da Năstase, e ancora nel 2004 su quello dell'introduzione della flat tax sui redditi, ipotesi rigettata dal presidente della Romania in contrapposizione al premier poiché ritenuta non socialdemocratica. Nuove tensioni apparvero anche nell'estate 2004, quando Năstase minacciò le proprie dimissioni dalla presidenza del partito a causa dei tentativi del capo di Stato di influenzare la politica del governo, elemento che portò alla nascita di due fazioni contrapposte interne al PSD, fedeli all'uno o all'altro leader.
Il 27 ottobre 2004, nel corso del proprio discorso di fine mandato, Iliescu affermò di aver interpretato il proprio ruolo come quello di un «servitore del pubblico interesse, dei diritti e delle libertà dei cittadini».
Nel dicembre 2004 assunse la presidenza dell'Istituto della rivoluzione romena del dicembre 1989 (in rumeno: Institutul Revoluției Române din Decembrie 1989, IRRD), ente nato per preservare la memoria della rivoluzione del 1989 tramite la ricerca storica. Alla fondazione, in qualità di presidente della Romania, indicò tutti e venticinque i membri del suo collegio nazionale. Rimase a capo dell'istituto fino all'aprile 2021.

#### Istituzione della Commissione sull'Olocausto

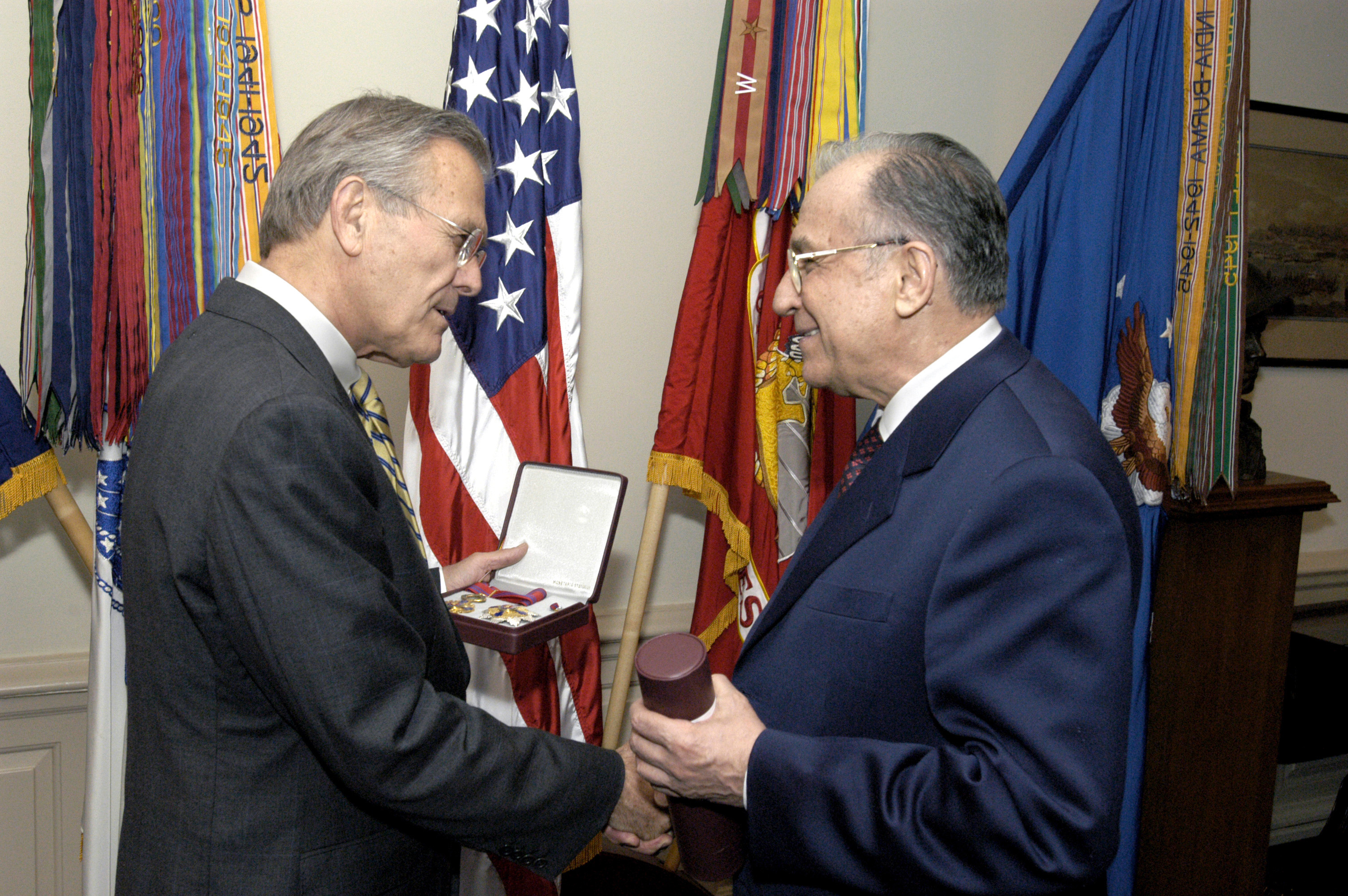
Ion Iliescu conferisce l'Ordine della Stella di Romania al Segretario della difesa degli Stati Uniti d'America, Donald Rumsfeld, il 27 ottobre 2003.

Una delle azioni intraprese da Iliescu durante il mandato presidenziale 2000-2004 fu l'istituzione della "Commissione internazionale sull'Olocausto in Romania", nata il 22 ottobre 2003, che presentò il proprio rapporto finale nel 2004.
La creazione della commissione faceva seguito ad alcune dichiarazioni controverse dello stesso capo di Stato della Romania, rilasciate nel 2003 al quotidiano israeliano Haaretz. Iliescu fece un paragone tra le vittime dell'Olocausto e la repressione dei lottatori antifascisti ad opera dei totalitarismi nel periodo antebellico. Il presidente espresse perplessità anche sulla restituzione delle proprietà confiscate agli ebrei dal regime di Ion Antonescu nel corso della seconda guerra mondiale.
La commissione, composta da storici e personalità provenienti anche da Israele, Stati Uniti e Germania e presieduta dal premio Nobel per la pace Elie Wiesel, aveva lo scopo di far luce sugli eventi e sulle cause dell'Olocausto in Romania. Secondo il rapporto tra il 1940 e il 1944 le istituzioni erano state responsabili della morte di un numero tra 280.000 e 380.000 ebrei e di 11.000 rom.
L'accettazione del rapporto da parte del presidente rappresentò il riconoscimento delle responsabilità dell'Olocausto da parte dello Stato rumeno.

#### Politica estera

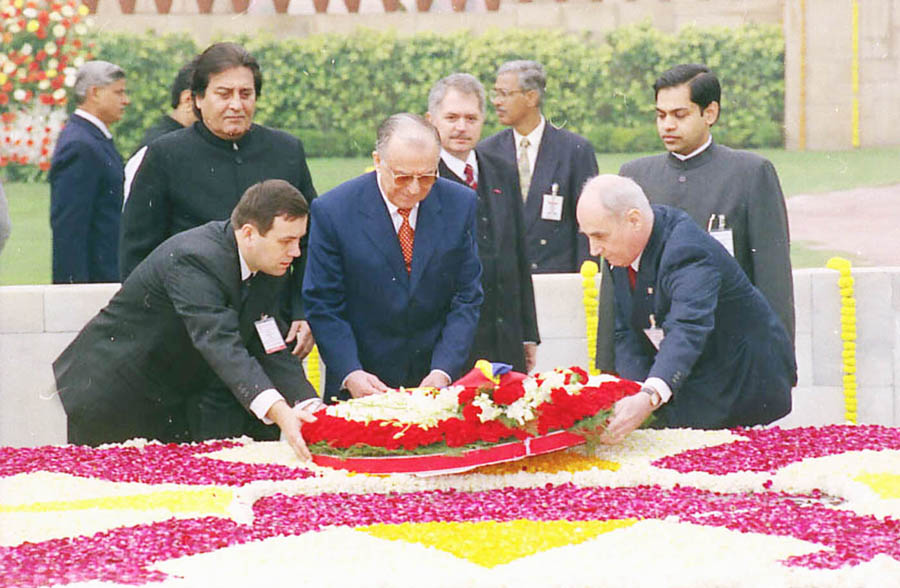
Ion Iliescu depone una corona di fiori al memoriale di Mahatma Gandhi a Rāj Ghāt il 31 gennaio 2004.

Iliescu e Năstase avvertirono il bisogno di riproporre la politica estera avviata nel 1996 dall'ex presidente Emil Constantinescu, aprendosi maggiormente ai paesi e alle istituzioni occidentali, ritenendo tali rapporti di vitale importanza per il futuro della Romania.
Il 7 ottobre 2001, in seguito all'intervento degli Stati Uniti in Afghanistan, Iliescu dichiarò che la Romania sosteneva la guerra al terrorismo di George W. Bush al fianco dei partner. Durante la sua presidenza la Romania venne accettata dalla NATO. Il summit dell'alleanza tenutosi a Praga tra il 21 e il 22 novembre 2002 deliberò l'ammissione della Romania e di altri sei paesi come membri a pieno titolo a decorrere dal 29 marzo 2004.
Il governo, inoltre, nel 2004 completò le negoziazioni con l'Unione europea, che decretò l'ammissione del paese a partire dal 2007.
La politica estera del periodo si distinse anche per la normalizzazione dei rapporti con la Russia. Dopo lunghe trattative, il trattato di base sulle relazioni tra i due paesi fu firmato a Mosca il 4 luglio 2003 dai presidenti Iliescu e Vladimir Putin. Secondo i termini del trattato entrambi gli stati avrebbero potuto aderire a qualunque alleanza politica o militare avessero voluto.

#### Nomine presidenziali
Primi ministri
- Adrian Năstase, 20 dicembre 2000[135]

Giudici della Corte costituzionale
- Petre Ninosu, 12 febbraio 2001[136]
- Șerban Viorel Stănoiu, 4 giugno 2001[137]
- Acsinte Gaspar, 4 maggio 2004[138]

### Dopo la presidenza

#### Elezioni del 2004
Giunto al limite dei due mandati costituzionali, alle elezioni presidenziali del 2004 sostenne la candidatura di Adrian Năstase, implicandosi direttamente nella sua campagna elettorale. Il rappresentante del PSD, tuttavia, fu sconfitto da Traian Băsescu, mentre il partito passò all'opposizione.
Alle parlamentari Iliescu fu eletto per un seggio al senato, dove fu presidente del gruppo parlamentare del PSD e membro della commissione per la politica estera.

#### Candidatura alla presidenza del PSD
Si iscrisse ufficialmente al PSD l'11 gennaio 2005, ricevendo la tessera numero 1.
In seguito alla sconfitta elettorale del 2004, il PSD prese atto della decisione di Năstase di lasciare la presidenza del partito. Iliescu annunciò la propria disponibilità ad assumerne la guida, manifestando l'intenzione di effettuare una revisione della sua direzione contro la corruzione. Nel dibattito interno sulla scelta del nuovo presidente del PSD, i proclami di Iliescu in favore della ristrutturazione complessiva del partito furono considerati un segnale della sua probabile vittoria in vista del congresso straordinario indetto per il 21 aprile 2005. Malgrado fosse il favorito, con il 70% dei voti il congresso a sorpresa elesse l'ex ministro degli esteri Mircea Geoană (964 contro i 530 per Iliescu), che fu sostenuto da una corrente (il cosiddetto "gruppo di Cluj") intenzionata a sostituire con una figura giovane il vecchio gruppo dirigente, che era stato ideologicamente vicino più al comunismo che alla socialdemocrazia, di cui Iliescu era uno dei più evidenti esponenti.
Nel corso del successivo congresso del PSD del 10 dicembre 2006 fu appositamente creata per lui la carica di presidente onorario, in riconoscimento del ruolo avuto nella costruzione del partito negli anni.

#### Conflitti con la dirigenza del PSD e ritiro dalla politica

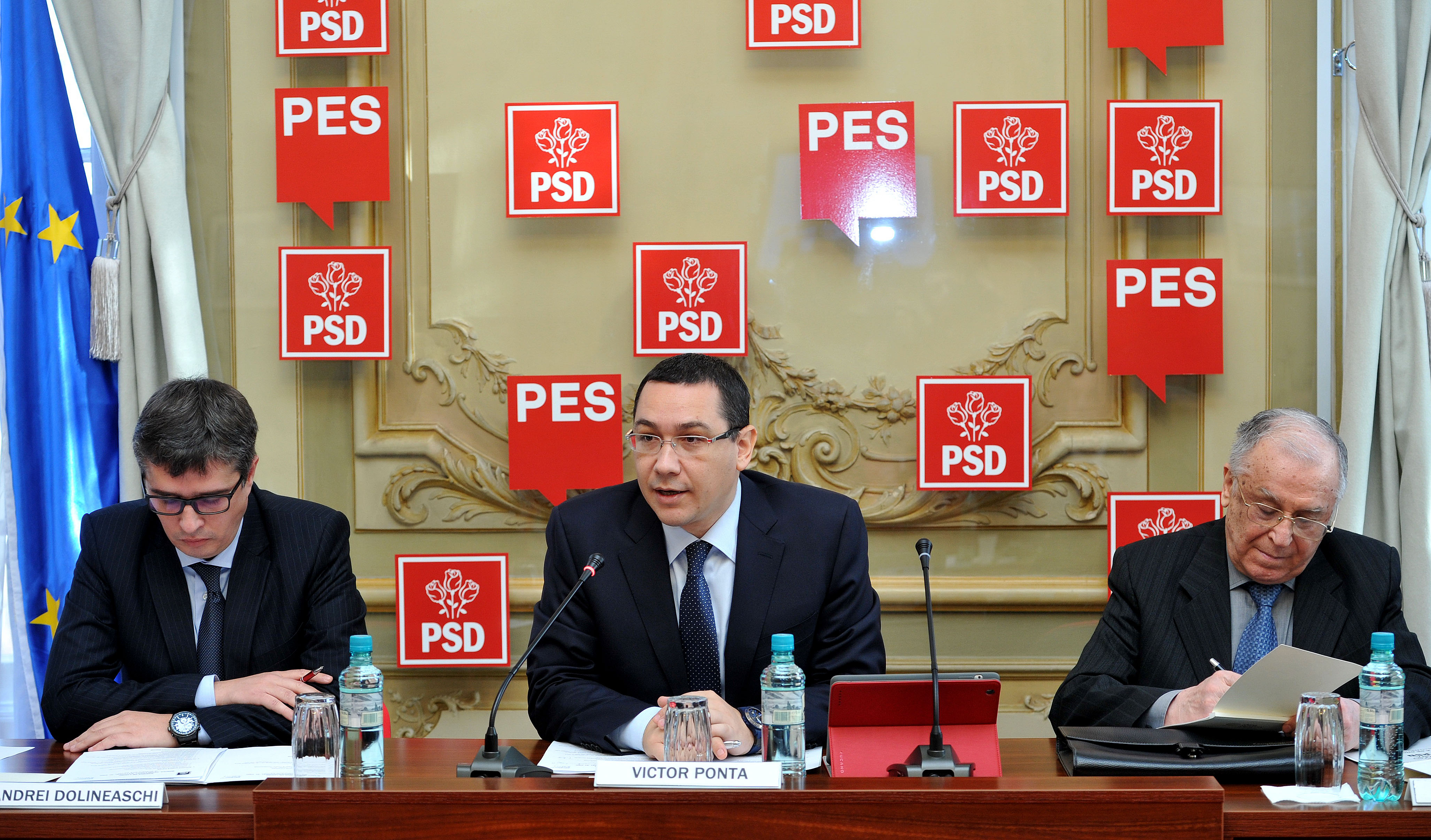
Ion Iliescu (destra), ospite dell'ufficio politico permanente del Partito Social Democratico del 16 dicembre 2013 al fianco di Victor Ponta (centro) e Andrei Dolineaschi (sinistra).

I rapporti tra Iliescu e la nuova direzione del PSD furono marcati da frequenti conflitti. Nel 2006 trattò con Petre Roman la creazione di una potenziale coalizione di centro-sinistra (il "Polo sociale"), malgrado l'opposizione di Geoană. Il progetto di Iliescu non ebbe seguito.
A livello parlamentare, pur con il PSD formalmente all'opposizione, dall'aprile 2007 al dicembre 2008 il governo di centro-destra composto da PNL e UDMR riuscì a sopravvivere in netta minoranza grazie al sostegno non dichiarato di diverse frange del PSD, di cui facevano parte alcuni elementi della vecchia dirigenza, tra i quali Năstase, Iliescu e Viorel Hrebenciuc, che erano aperti a una collaborazione con il primo ministro Călin Popescu Tăriceanu. Il 3 ottobre 2007, grazie alle manovre parlamentari promosse dal gruppo, il governo riuscì ad evitare la sfiducia su una mozione proposta dal capo del PSD Geoană. Iliescu votò contro le indicazioni del partito, permettendo la permanenza in carica del governo Tăriceanu.
Il 6 ottobre 2007 il comitato esecutivo nazionale del PSD riunito a Brașov discusse la possibilità di espellere Iliescu, considerato dal "gruppo di Cluj" il maggior responsabile delle divisioni nel partito, opzione scartata dalla dirigenza per timore di un'ondata di dimissioni intorno all'area del presidente onorario, che godeva del sostegno di un cospicuo numero di membri.
Iliescu si scontrò nuovamente con il presidente del PSD sul tema del referendum del 25 novembre 2007 per l'introduzione del sistema elettorale uninominale a doppio turno. Mentre Geoană figurava tra i sostenitori del "sì", l'ex capo di Stato invitò apertamente gli elettori all'astensione. I risultati del PSD al contemporaneo voto per le elezioni europee furono motivo di reiterate critiche da parte di Iliescu.
Il 6 luglio 2008 annunciò che non si sarebbe candidato per un nuovo mandato in parlamento.

## Posizioni politiche

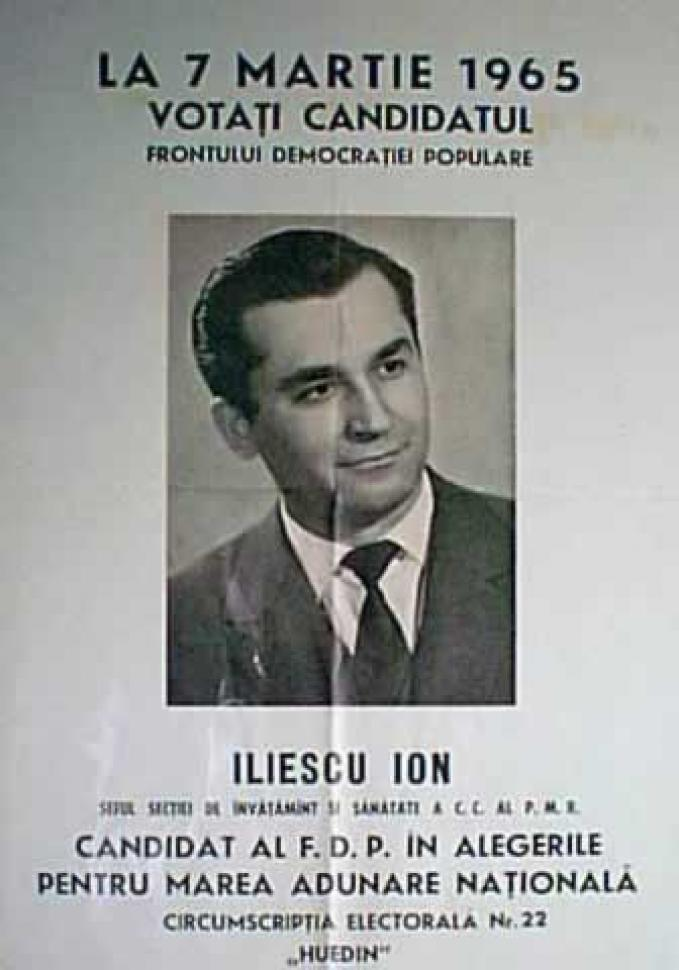
Ion Iliescu su un manifesto per la sua elezione a deputato della Grande Assemblea Nazionale nel 1965.

Il percorso ideologico di Iliescu si delineò sull'asse della sinistra politica, con un'evoluzione dal sostegno a politiche affini alla perestrojka e, poi, alla socialdemocrazia.
Alla caduta di Ceaușescu, si orientò a un modello politico sulla linea di quanto fatto da Michail Gorbačëv in Unione Sovietica, rifiutando un'apertura totale alle democrazie liberali. Il gruppo dissidente del Partito Comunista Rumeno di cui faceva parte, infatti, biasimava Ceaușescu per il suo revisionismo del socialismo e non l'ideologia in quanto tale, prediligendo l'adozione di un socialismo "dal volto umano". Iliescu condannò le atrocità commesse dai regimi di Gheorghe Gheorghiu-Dej e Ceaușescu, ma sottolineò l'esistenza di fattori positivi nell'ideologia comunista.
Nel corso di un'intervista rilasciata a România liberă il 27 febbraio 1990 si dichiarò favorevole ad una lenta transizione verso l'economia di mercato, optando per la sola liberalizzazione del commercio e della piccola e media impresa, mentre l'industria sarebbe dovuta rimanere in mano allo Stato. In campo agricolo, parimenti, auspicava il mantenimento delle cooperative statali, pur facendo concessioni ai piccoli agricoltori. Scopo di Iliescu era quello della creazione di una "democrazia originale" in grado di combinare la prosperità del capitalismo e la sicurezza sociale del comunismo. L'indicazione quali primi ministri di Petre Roman e Nicolae Văcăroiu seguiva tale logica, poiché avrebbero garantito una riforma graduale dell'economia con costi sociali contenuti. Gli attriti con Petre Roman apparvero nel 1991 proprio a causa del programma radicale voluto dal premier.
Si dimostrò scettico sulla capacità della proprietà privata di generare una ricchezza stabile e duratura. Accettò l'idea della restituzione ai vecchi proprietari delle proprietà confiscate durante la dittatura solo sulla base di fattori esterni (condanne della Corte europea dei diritti dell'uomo o atti legislativi richiesti dall'Unione europea). Riteneva, infatti, che una restituzione totale avrebbe causato seri problemi sociali, lasciando milioni di persone senza casa. In una dichiarazione del 30 agosto 1999 legò tale problematica a quella del rischio di esplosione di un conflitto etnico, riferendosi ai rischi della restituzione delle proprietà situate in Transilvania ai vecchi possessori ungheresi.
Al fine di evitare conflitti sociali e generare il più ampio consenso possibile, si batté per l'affermazione dell'unità di pensiero e di intenti tra la popolazione. Per tale ragione nei primi anni novanta non sembrò disposto ad accettare un dibattito politico reale e il diritto dell'opposizione di contestarlo. Nei rapporti con la stampa dimostrò lo stesso atteggiamento poco aperto al dialogo e sospettoso delle critiche, pur mantenendo calma e compostezza. In una sola occasione, nel 1992, si rivolse in modo ingiurioso ad un giornalista che gli poneva domande sugli aspetti controversi della sua carriera.
La sua necessità di consenso ebbe riflessi anche sui proclami contro la corruzione della classe politica all'interno del suo partito, che si rivelarono più dichiarativi che effettivi.
Nella costruzione della propria immagine si concentrò sull'apparire agli occhi della popolazione come un uomo genuino e determinato a ristabilire il contratto sociale tra cittadini e Stato. Fece ricorso a formule populiste paternaliste, esaltando le virtù dei rivoluzionari del 1989. La fase populista di Iliescu si palesò soprattutto nei primi anni novanta, quando provò a mobilitare l'elettorato contro le correnti politiche interessate ad una veloce transizione all'economia di mercato. All'epoca fu spesso utilizzato lo slogan «Non vendiamo il paese» («Nu ne vindem țara»), in riferimento ad una presunta e pericolosa cessione delle società pubbliche ai privati, soprattutto stranieri. La sua base elettorale, infatti, era concentrata nell'apparato statale e nelle categorie che si sentivano minacciate dalle riforme radicali promesse dal centro-destra. In cambio di supporto, Iliescu garantì stabilità e un processo di lenta transizione al liberalismo ai quadri della grande industria, dell'esercito e dei servizi segreti.
Secondo alcuni osservatori, preoccupato dalle critiche della stampa, dai giudizi degli intellettuali che una volta lo avevano sostenuto e dalle lotte intestine nel FSN, dopo il 1991 Iliescu si orientò a un'ideologia affine al nazionalcomunismo, avvicinandosi a categorie e gruppi sociali nostalgici del precedente regime, al costo di rallentare la riforma dell'economia e dello Stato. Il suo rapporto con i nazionalisti e, di conseguenza, con la minoranza di etnia ungherese fu pragmatico e dettato dalla necessità di appellarsi al sentimentalismo nazionalista per ragioni elettorali o politiche. Negli anni novanta ebbe relazioni oscillanti con Corneliu Vadim Tudor, distanziandosi definitivamente dal richiamo del nazionalismo estremista dopo il 2000.
La sua transizione ideologica dal marxismo alla socialdemocrazia si completò a ridosso delle elezioni del 2000 quando, convinto che il futuro del paese dipendesse dai benefici derivanti dalle relazioni e dalla cooperazione con i paesi della NATO e dell'Unione europea, accolse il modello economico liberale.

## Aspetti controversi
Pur godendo di una certa popolarità a causa della sua opposizione a Ceaușescu e l'immagine di un rivoluzionario, la sua carriera politica dopo il 1989 è stata caratterizzata da molteplici polemiche e scandali. L'opinione pubblica per quanto riguarda il suo mandato come presidente è ancora divisa.

### Inchiesta sulla mineriada del 1990
Nel marzo 2005 fu ascoltato come testimone dalla procura militare di Bucarest per gli eventi riguardanti la mineriada del giugno 1990 e il successivo 9 giugno 2005 fu inserito nel registro degli indagati per genocidio, complicità in torture, propaganda di guerra, trattamento disumano, distruzione e favoreggiamento. Il 13 ottobre 2008 la procura generale emise un comunicato in cui annunciava che non avrebbe proceduto penalmente contro Iliescu, poiché non vi erano prove sufficienti e conclusive per le quali potesse essere perseguito. L'inchiesta fu archiviata il 18 giugno 2009, poiché i fatti erano prescritti, non erano mai avvenuti o i reati non erano previsti dal codice penale.
In seguito a una sentenza della Corte europea dei diritti dell'uomo nel 2015 la Romania fu obbligata a riprendere le indagini. Nell'ottobre 2015 fu comunicata la ripresa del procedimento penale, mentre il 13 giugno 2017 la procura ne dispose il rinvio giudizio per crimini contro l'umanità insieme ad altri ex leader del CFSN e del governo. Secondo la requisitoria presentata dai procuratori militari, nei giorni dell'11 e 12 giugno 1990 le autorità avevano deliberatamente progettato di attaccare in maniera violenta i manifestanti che si trovavano in Piazza Università a Bucarest, che invocavano l'applicazione dell'art.8 della proclamazione di Timișoara e che esprimevano in modo pacifico le proprie opinioni politiche, che erano in contrasto con quelle della maggioranza politica di quel momento. Nell'attacco, messo in pratica il 13 giugno, erano state coinvolte illegalmente forze del ministero dell'interno, del ministero della difesa, del Serviciul Român de Informații (SRI) e oltre 10.000 minatori e altri operai provenienti da diverse parti del paese.
Nel maggio 2019 l'Alta corte di cassazione e giustizia, riscontrando diverse irregolarità, inviò nuovamente il caso alla procura militare per il rifacimento della requisitoria.

### Inchiesta sulla rivoluzione romena del 1989
Negli anni novanta e duemila le inchieste volte a verificare le responsabilità per le morti avvenute nel corso della rivoluzione dopo la fuga di Ceaușescu da Bucarest del 22 dicembre 1989 si conclusero senza rinvii a giudizio. Nel 2015 la procura generale dispose l'archiviazione del caso, che fu riaperto l'anno successivo.
Il 21 dicembre 2018 la sezione militare della procura generale annunciò il rinvio a giudizio per crimini contro l'umanità per Ion Iliescu e altri tre imputati. Secondo gli inquirenti Iliescu avrebbe indotto in errore i cittadini con le sue frequenti apparizioni televisive e con l'emissione di comunicati stampa che avrebbero contribuito a diffondere l'idea di una psicosi terroristica tra la popolazione, situazione alla base di episodi di fuoco fratricida e contrasti armati caotici. L'allora capo del CFSN era accusato di aver partecipato alle operazioni di disinformazione, in modo da rendere possibile l'uccisione dei Ceaușescu e legittimare l'autorità del nuovo organo di governo, e di aver permesso delle azioni di depistaggio messe in atto da alcuni dirigenti del ministero della difesa senza intervenire per bloccarle.
Il processo iniziò nel 2019.

### Presunti legami con il KGB
Osservatori desumono che Iliescu avesse collegamenti con il KGB. Le accuse furono intense nel periodo tra il 2003 e il 2008, quando il dissidente russo Vladimir Bukovskij, a cui era stato concesso l'accesso agli archivi sovietici, dichiarò che Iliescu e alcuni dei membri CFSN erano stati agenti del KGB e che Iliescu era stato a stretto contatto con Michail Gorbačëv da quando si erano presumibilmente incontrati durante il suo soggiorno a Mosca negli anni cinquanta. Bukovskij sosteneva anche che la rivoluzione rumena del 1989 fosse un complotto organizzato dal KGB per riprendere il controllo delle politiche del paese, gradualmente perso sotto il regime di Ceaușescu. L'unica prova presentata da Bukovskij a sostegno della sua tesi era una discussione tra Gorbačëv e il bulgaro Aleksandar Lilov del 23 maggio 1990 (dopo la vittoria di Iliescu alle elezioni presidenziali del 20 maggio) in cui il leader sovietico diceva che Iliescu rivestiva una posizione "calcolata".

### Rapporti con Michele I
Il 13 aprile 1990, nonostante il successo della recente rivoluzione, vietò l'ingresso in Romania all'ex monarca Michele I per le festività pasquali. In occasione del Natale dello stesso anno, pur prendendo inizialmente in considerazione l'idea di permettere la visita del re nel paese natio, ne decretò poi l'espulsione. Questi riuscì a tornare in Romania solo nell'aprile 1992 per le celebrazioni pasquali. A Bucarest oltre un milione di persone si riunirono per vederlo. La popolarità di Michele allarmò Iliescu, che gli vietò ulteriori visite.
Nel 1997, dopo la sconfitta di Iliescu contro Emil Constantinescu, il governo rumeno ripristinò la cittadinanza di Michele. La riconciliazione tra Iliescu e il monarca si realizzò solamente nel corso del suo ultimo mandato presidenziale. Nel 2001 fu concesso a Michele il diritto di proprietà su alcuni possedimenti che erano appartenuti alla casa regale, mentre questi garantì il proprio supporto diplomatico per facilitare l'ingresso della Romania nella NATO.

### Procedimenti di grazia
Nel dicembre 2001 graziò tre detenuti condannati per corruzione, tra i quali George Tănase, ex commissario capo della Garda Financiară del distretto di Ialomița. Iliescu fu costretto a revocare il provvedimento riguardante Tănase pochi giorni dopo a causa del clamore dei media, giustificandosi dicendo che il proprio consigliere legale era stato superficiale nell'analisi del caso. In seguito i motivi umanitari invocati nel primo decreto di grazia furono confutati anche da una perizia medica.
Un altro indulto controverso fu quello riconosciuto a Dan Tartagă, un imprenditore di Brașov che, in stato di ebbrezza, aveva investito e ucciso due persone su un attraversamento pedonale. Condannato a tre anni e mezzo di reclusione, venne graziato nel dicembre 2004 dopo solo un paio di mesi. Tartagă fu poi condannato a una pena di due anni per frode.
Il 15 dicembre 2004, pochi giorni prima della fine del suo ultimo mandato, Iliescu graziò 47 detenuti, tra i quali Miron Cozma, il leader dei minatori durante i primi anni novanta, che nel 1999 era stato condannato a diciotto anni in carcere per i fatti della mineriada del settembre 1991. Tra le altre personalità oggetto della grazia vi furono Ioan Corpodean, nel 1989 capo della milizia, in carcere per aver partecipato alla repressione della rivoluzione a Timișoara, Vasile Bușe, ex vicepresidente della Banca internazionale delle religioni, condannato per abuso d'ufficio, e Petre Isac, ex consigliere del governo, arrestato per tangenti. Molti dei graziati erano stati condannati per corruzione, reati economici, o tentativi di reprimere la rivoluzione del 1989. Tali provvedimenti furono duramente criticati dall'opinione pubblica. Viste le contestazioni, il 17 dicembre il decreto fu revocato.

### Decorazione di Corneliu Vadim Tudor
Nel 2004, negli ultimi giorni del mandato finale alla presidenza, conferì l'Ordine della Stella di Romania (rango di cavaliere) al controverso politico ultranazionalista Corneliu Vadim Tudor. Il gesto attirò le critiche della stampa e spinse il Premio Nobel per la Pace Elie Wiesel, quindici giornalisti di Radio Free Europe, il sindaco di Timișoara Gheorghe Ciuhandu, il cantautore Alexandru Andrieș, e lo storico Randolph Braham a restituire i loro titoli onorifici rumeni in segno di protesta. Parimenti, il leader dell'Unione Democratica Magiara di Romania, Béla Markó, non si presentò alla cerimonia per la propria decorazione. Il suo successore alla carica di presidente, Traian Băsescu, revocò l'onorificenza conferita a Vadim Tudor il 24 maggio 2007, ma questi si rivolse al tribunale, che riconobbe un'eccezione d'incostituzionalità nel decreto di revoca. Il processo non si concluse con una decisione definitiva, mentre Vadim Tudor morì nel 2015.

### Black site della CIA in Romania
Ion Iliescu fu menzionato nella relazione del Consiglio d'Europa redatta da Dick Marty, a capo della commissione sui diritti umani che nel 2007 investigò sulle attività illegali della CIA in Europa. Iliescu era considerato dal rapporto una delle persone che avevano autorizzato o che dovevano essere a conoscenza delle attività svolte dalla CIA nelle carceri di tortura segrete della base aerea Mihail Kogălniceanu dal 2003 al 2005. Nell'aprile 2015 Iliescu confermò di aver accettato una richiesta della CIA per uno spazio in Romania, ma non era a conoscenza della natura del sito, descrivendolo come un piccolo gesto di buona volontà verso un alleato in vista dell'eventuale adesione della Romania alla NATO. Iliescu inoltre affermò che se avesse saputo della destinazione d'uso del sito, non avrebbe certamente approvato la richiesta.

## Vita privata
Conobbe la moglie Nina Șerbănescu nel 1948 in occasione di un incontro dell'Unione delle associazioni degli allievi della Romania. La coppia si sposò il 21 luglio 1951. Non hanno avuto figli.
Nel 2009 apparve in una scena del film Medaglia d'onore di Călin Peter Netzer.
Era ateo.

## Reddito
Nel 2008, Ion Iliescu ha avuto i seguenti redditi nella dichiarazione di ricchezza:
- circa 54.000 lei di assegno da senatore
- circa 55 000 lei di indennità come ex presidente
- 33 000 lei di pensione
- 8.400 lei dell'Accademia delle scienze agrarie e forestali
- un appartamento nella Capitale, 156 metri quadrati, acquistato nel 1996.

Nella dichiarazione di ricchezza del 2007 c'erano 16 dipinti di pittori e piccoli oggetti d'arte rumeni acquistati prima e dopo il 1989 e un'automobile Volkswagen nel 2004, ma non comparivano nella dichiarazione di ricchezza del 2008. La moglie di Iliescu, Nina, aveva nel 2008 una pensione annuale di 10 600 lei.

## Opere
- (RO) Geneza ideilor estetice în cultura românească, 1972.
- (RO) Cultura și cărturarii bănățeni în deceniile independenței, 1977.
- (RO) Probleme globale. Creativitate, 1992.
- (RO) Revoluție și reformă, 1993.
- (RO) România în Europa și în lume, 1994.
- (RO) Revoluție trăită, 1995.
- (RO) Toamnă diplomatică: septembrie-decembrie 1994, 1995.
- (RO) Momente de istorie, 3 vol., 1995-1996.
- (RO) Dialoguri româno-americane, 1996.
- (RO) Probleme globale ale omenirii, 1996.
- (RO) Viața politică între dialog și violență, 1998.
- (RO) Societatea românească, încotro?, 1999.
- (RO) Sub tirul întrebărilor, 2000.
- (RO) Renașterea speranței, 2001.
- (RO) Revoluția română, 2001.
- (RO) Integrare și globalizare, 2001.
- (RO) Marele șoc. Din finalul unui secol scurt. Despre comunism, postcomunism, democrație. Ion Iliescu, în dialog cu Vladimir Tismăneanu, 2004.
- (RO) Cultură românească și identitate europeană, 2005.
- (RO) Pentru dezvoltare durabilă, 2006.
- (RO) România și lumea, 2009.
- (RO) După 20 de ani. 1989 - an de cotitură în istoria națională și în viața internațională, 2010.
- (RO) Fragmente de viață și de istorie traită, 2011.
- (RO) Destinul unui om de stângă, 2014.